# Vrijdagmoskee van Qazvin
De Vrijdagmoskee van Qazvin (Perzisch: مسجد جامع عتيق قزوین - Masjid-e-Jameh Atiq Qazvin) is een van de oudste moskeeën in Iran, en is de grote moskee van Qazvin, in de provincie Qazvin.
Het oudste deel van de moskee werd waarschijnlijk gebouwd in opdracht van Haroen ar-Rashid in het jaar 807. In de eeuwen daarna is de moskee uitgebreid, waarvan de laatste toevoegingen dateren uit het late Safawidentijdperk. De dubbellaagse koepel van de moskee dateert uit het Seltsjoekentijdperk, en is gesloten voor het publiek. Het herbergt een aantal kostbare voorbeelden van (verluchte) kalligrafie uit de middeleeuwen. Verschillende gedeeltes van de moskee zijn gerenoveerd.
De fundering van de moskee is gelegd op een Zoroastrische vuurtempel.
Ondanks de verwoestende Mongoolse invasie, staat de moskee vandaag nog in zijn volle glorie en is nog steeds in gebruik. Delen van de moskee zijn omgevormd tot een openbare bibliotheek.
De moskee bevat ook een shabestan en ab anbar, nu onder de bescherming van de Iraanse Cultureel Erfgoed Organisatie.
Een deel van de moskee vloog op 28 januari 2013 in brand, waardoor een historische graftombe volledig is verwoest.

## Afbeeldingen

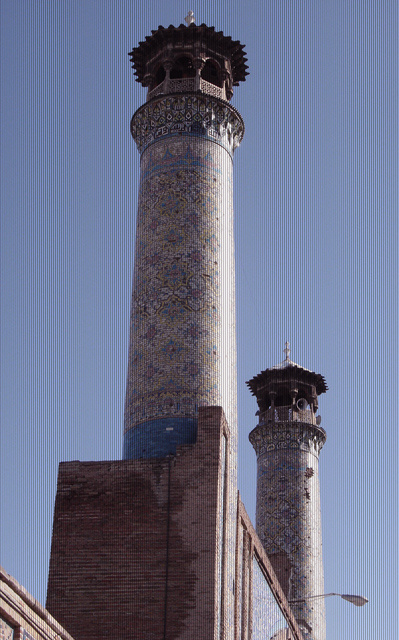
Minaretten
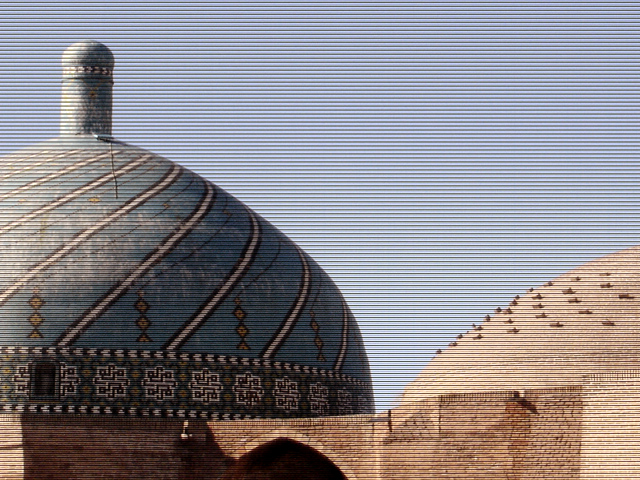
Dubbellaagse koepel
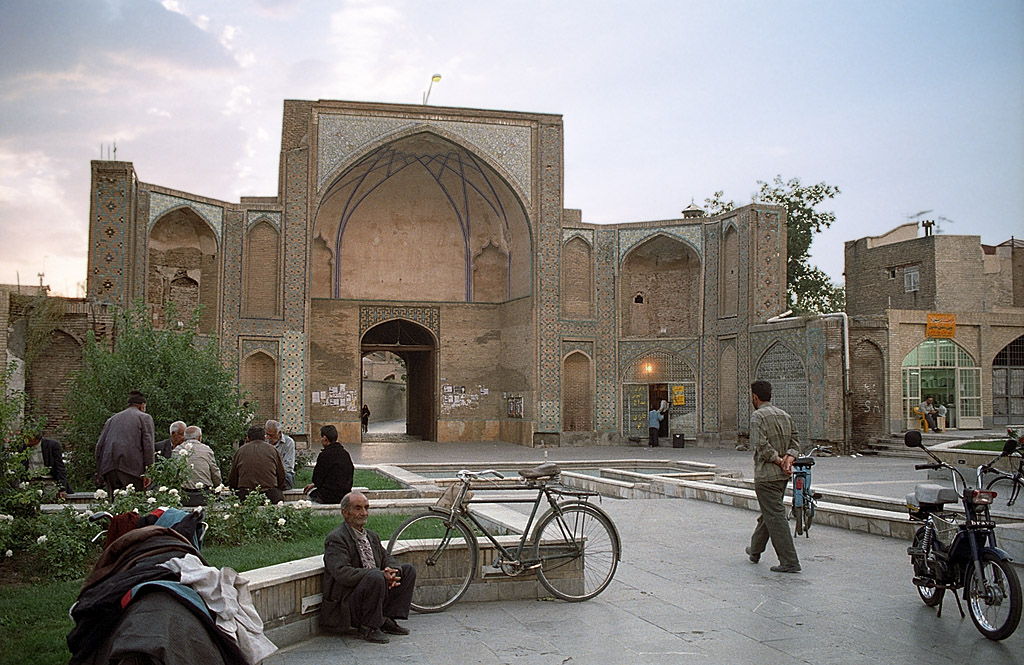
Ingangsportaal
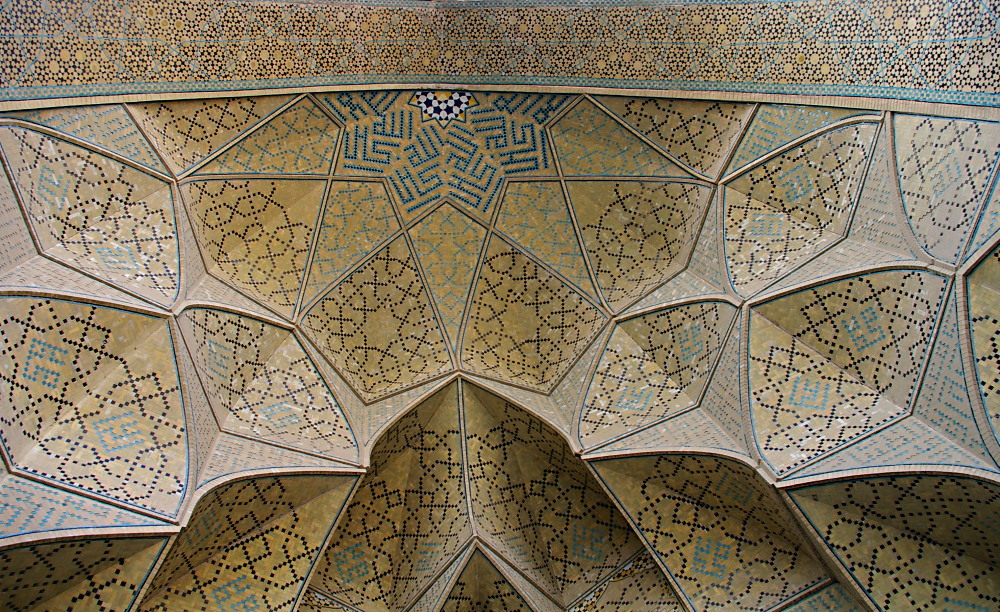
Muqarnas